# Motívum (büntetőjog)
A motívum a büntetőjogban a bűncselekmény elkövetésének indítóoka.
Ha a bűncselekmény különös részi törvényi tényállása nem tartalmazza a motívumot, akkor annak csak a büntetés kiszabása körében, mint a bíróság által mérlegelendő enyhítő vagy súlyosító körülménynek van jelentősége.

## Összehasonlítása a céllal
A motívum sok tekintetben hasonlít a célhoz: a cél az az eredményképzet, amelynek elérésére az elkövető törekszik, a motívum pedig az, ami őt erre a cselekvésre készteti.

## Néhány motívum
- aljas indok
- nyereségvágy